# Biltonara
× Biltonara, (abreviado Bilt) en el comercio, es un híbrido intergenérico entre los géneros de orquídeas Ada x Cochlioda x Miltonia x Odontoglossum. Fue publicado en Orchid Rev. 102(1196): 90 (1994).